# Venkov (Měděnec)
Venkov (německy Wenkau) je bývalá vesnice v okrese Chomutov v Ústeckém kraji, která zanikla vysídlením v sedmdesátých letech dvacátého století. Vesnice stávala v údolí Širokého potoka dva kilometry východně od Měděnce. Asi sto metrů východně od jejího středu stojí řada rekreačních chat.

## Název
Název vesnice byl pravděpodobně odvozen z příjmení Voňka. V historických pramenech se jméno vesnice vyskytuje ve tvarech: Wonka (1602), Wenekau (1628) nebo Wenkau (1785 a 1847).

## Historie
Vesnice vznikla zřejmě před polovinou patnáctého století v souvislosti s rozmachem hornictví v okolní krajině. Podle Zdeny Binterové patřila k panství hradu Funkštejn pánů ze Šumburka, ale ten je znám pouze z písemných pramenů a jeho lokalizace je nejasná. Podle některých hypotéz hrad existoval jen po krátkou dobu, zanikl před rokem 1465 a stával v místech vesnice. Jiná varianta dějin vesnici uvádí v panství hradu Šumburku. Podle ní Jan z Fictumu Venkov dokonce roku 1520 povýšil na město a po roce 1543 si zde postavil nad mlýnským rybníkem tvrz.
Po Kašparovi z Fictumu vesnici roku 1597 získal Kryštof Taubenreuther, jáchymovský královský horní rada. Uršula z Zettelbergu, vdova po Kryštofu Taubenreutherovi, v roce 1628 prodala měděnecké panství včetně Venkova Šlikům a odstěhovala se do Annabergu. Venkovská tvrz v té době již nestála a zanikla snad roku 1621. Šlikové vesnici připojili ke svému hauenštejnskému panství. Spravovali ji prostřednictvím měděneckého statku, u nějž Venkov zůstal až do zrušení patrimoniální správy.
Během třicetileté války venkovský mlynář Martin Fiedler v letech 1639 a 1640 podporoval císařská vojska, za což jej král Ferdinand III. v roce 1641 povýšil do vladyckého stavu. Podle berní ruly z roku 1654 ve vsi žilo jen osm chalupníků, kteří měli tři potahy a chovali deset krav, devět jalovic a devět koz. Na kamenitých polích pěstovali oves, ale hlavním zdrojem jejich příjmů byla práce v lese a svážení paliva k hamrům.
V polovině osmnáctého století existoval ve vsi mlýn s jedním kolem na nestálé vodě, ale neměl dostatek zákazníků, protože lidé prodávali oves v Měděnci a Přísečnici. Už tehdy si také přivydělávali výrobou krajek a nádenickou prací v Přísečnici. V roce 1847 ve vsi stálo deset domů a žilo v nich 68 obyvatel. Na způsobu obživy se mnoho nezměnilo. Zemědělství hrálo stále důležitou roli, ale většina usedlíků si musela navíc vydělávat povoznictvím, prodejem dobytka, textilu a pozamentů nebo prací v lese a okolních továrnách. Děti navštěvovaly školu v Kotlině, ale od roku 1905 mohly chodit do její nově zřízené pobočky přímo ve vsi.
Vzhled vesnice se změnil v letech 1922–1938, kdy byla přestavěna většina domů a staré šindelové střechy nahradil eternit. Po druhé světové válce se vesnici nepodařilo dosídlit a při sčítání lidu v roce 1950 v ní už nikdo nežil. V roce 1970 bydleli v jednom domě dva obyvatelé, ale roku 1974 vesnice vysídlením zanikla. Na jejím místě vznikla rekreační osada.

## Přírodní poměry
Venkov stával v údolí Širokého potoka v Krušných horách v nadmořské výšce od 635 do 750 metrů. Místo, kde vesnice stála, se nachází v jižní části katastrálního území Kotlina. V okolí se vyvinul půdní typ podzol, ale níže v údolí začínají převládat kambizemě. V rámci Quittovy klasifikace podnebí Venkov stával v chladné oblasti CH7, která jižně od vsi přechází do mírně teplé oblasti MT7. Pro oblast CH7 jsou typické průměrné teploty −3 až −4 °C v lednu a 15–16 °C v červenci. Roční úhrn srážek dosahuje 850–1000 milimetrů, sníh zde leží 100–120 dní v roce. Mrazových dnů bývá 140–160, zatímco letních dnů jen 10–30.

## Obyvatelstvo
Při sčítání lidu v roce 1921 zde žilo 190 obyvatel (z toho 94 mužů), kteří byli kromě tří cizinců německé národnosti. Všichni byli příslušníky římskokatolické církve. Podle sčítání lidu z roku 1930 měla vesnice 226 obyvatel: 224 Němců a dva cizince. I tentokrát všichni byli římskými katolíky.
|           | 1869 | 1880 | 1890 | 1900 | 1910 | 1921 | 1930 | 1950 |
| --------- | ---- | ---- | ---- | ---- | ---- | ---- | ---- | ---- |
| Obyvatelé | 64   | 155  | 167  | 191  | 192  | 190  | 226  | .    |
| Domy      | 12   | 23   | 24   | 28   | 32   | 32   | 40   | 19   |

## Obecní správa
Venkov se nikdy nestal samostatnou obcí. K roku 1850 byl osadou Kotliny, při sčítání lidu v roce 1869 patřil k Měděnci a v letech 1880–1930 opět ke Kotlině. V roce 1949 se stal osadou Doliny a v letech 1961–1967 býval částí obce Přísečnice. Administrativně byl Venkov jako část obce zrušen 1. dubna 1967. Měnila se také jeho příslušnost k okresům. V devatenáctém století patřil do okresu Kadaň, v letech 1900–1930 býval součástí okresu Přísečnice, poté byl opět přeřazen do okresu Kadaň a po jeho zrušení se ocitl v okrese Chomutov.